# Liste der Kulturdenkmäler in Marburg Gesamtanlage 3: Marbacher Weg/Renthof
Die folgende Liste enthält die in der Denkmaltopographie ausgewiesenen Kulturdenkmäler auf dem Gebiet des Ortsteils Marbacher Weg/Renthof der  Stadt Marburg, Landkreis Marburg-Biedenkopf, Hessen.
Hinweis: Die Reihenfolge der Denkmäler in dieser Liste orientiert sich an der Anschrift, alternativ ist sie auch nach der Bezeichnung oder der Bauzeit sortierbar.
Kulturdenkmäler werden fortlaufend im Denkmalverzeichnis des Landes Hessen durch das Landesamt für Denkmalpflege Hessen auf Basis des Hessischen Denkmalschutzgesetzes (HDSchG) geführt. Die Schutzwürdigkeit eines Kulturdenkmals hängt nicht von der Eintragung in das Denkmalverzeichnis des Landes Hessen oder der Veröffentlichung in der Denkmaltopographie ab.

Diese Liste ist Teil der Liste der Kulturdenkmäler in Marburg.

## Gesamtanlage 3: Marbacher Weg/Renthof
| Bild            | Bezeichnung                                          | Lage | Beschreibung  | Bauzeit  | Daten |
| --------------- | ---------------------------------------------------- | --- | ------------- | -------- | ----- |
| Bild gesucht BW | Gesamtanlage 3, Marbacher Weg/Renthof                | Marburg, Am Grassenberg, Gabelsbergerstraße, Götzenhainweg, Hainweg, Im Sonnenwinkel, Leckergässchen, Marbacher Weg, Renthof, Roter Graben, Sauersgässchen, Wilhelm-Roser-Straße Lage |               |          |       |
| Bild gesucht BW | Wohnhaus                                             | Marburg, Am Grassenberg 5 LageFlur: 37, Flurstück: 34/7 |               |          |       |
| Bild gesucht BW | Wohnhaus                                             | Marburg, Gabelsbergerstraße 1 LageFlur: 37, Flurstück: 100 |               | 1955     |       |
| Bild gesucht BW | Villa                                                | Marburg, Götzenhainweg 2 LageFlur: 25, Flurstück: 32/6, 34/2 |               | 1888     |       |
| Bild gesucht BW | Wohnhaus                                             | Marburg, Hainweg 1 LageFlur: 25, Flurstück: 243/41 |               | 1891     |       |
| Bild gesucht BW | Verbindungshaus                                      | Marburg, Hainweg 7 LageFlur: 25, Flurstück: 327/44 |               | 1904     |       |
| Bild gesucht BW | Verbindungshaus                                      | Marburg, Hainweg 9 LageFlur: 25, Flurstück: 45/3 |               | 1898     |       |
| Bild gesucht BW | Wohnhaus                                             | Marburg, Im Sonnenwinkel 3 LageFlur: 37, Flurstück: 36/12 |               | 1954     |       |
| Bild gesucht BW | Wohnhaus                                             | Marburg, Im Sonnenwinkel 5 LageFlur: 37, Flurstück: 36/10 |               | 1954     |       |
| Bild gesucht BW | Julienstift                                          | Marburg, Leckergäßchen 1 LageFlur: 32, Flurstück: 66/3 |               | 1892     |       |
| Bild gesucht BW | Wohnhaus                                             | Marburg, Marbacher Weg 2 LageFlur: 25, Flurstück: 290/23 |               | 1907     |       |
| Bild gesucht BW | Wohnhaus                                             | Marburg, Marbacher Weg 5 LageFlur: 25, Flurstück: 198/21 |               | 1887     |       |
| Bild gesucht BW | Institutsgebäude, Pharmazeutisch Chemisches Institut | Marburg, Marbacher Weg 6-8 LageFlur: 37, Flurstück: 31/1 |               | 1901/02  |       |
| Bild gesucht BW | Denkmal                                              | Marburg, Marbacher Weg 6 LageFlur: 37, Flurstück: 31/1 |               | 1920     |       |
| Bild gesucht BW | Wohnhaus                                             | Marburg, Marbacher Weg 9 LageFlur: 25, Flurstück: 245/20 |               | 1891     |       |
| Bild gesucht BW | Stützmauer                                           | Marburg, Marbacher Weg 12 LageFlur: 37, Flurstück: 380/40 |               |          |       |
| Bild gesucht BW | Wohnhaus                                             | Marburg, Marbacher Weg 13 LageFlur: 25, Flurstück: 18/2 |               | 1887     |       |
| Bild gesucht BW | Stützmauer                                           | Marburg, Marbacher Weg 14 LageFlur: 37, Flurstück: 40/2 |               |          |       |
| Bild gesucht BW | Wohnhaus                                             | Marburg, Marbacher Weg 15 LageFlur: 25, Flurstück: 140/16 |               | 1883     |       |
| Bild gesucht BW | Villa                                                | Marburg, Marbacher Weg 16 LageFlur: 37, Flurstück: 41/5, 41/6, 42 |               | 1872     |       |
| Bild gesucht BW | Doppelvillahälfte                                    | Marburg, Marbacher Weg 18 LageFlur: 37, Flurstück: 281/43 |               | 1901     |       |
| Bild gesucht BW | Doppelvillahälfte                                    | Marburg, Marbacher Weg 20 LageFlur: 37, Flurstück: 43/1 |               | 1900     |       |
| Bild gesucht BW | Wohnhaus                                             | Marburg, Marbacher Weg 22 LageFlur: 37, Flurstück: 43/2 |               | 1871/72  |       |
| Bild gesucht BW | Wohnhaus                                             | Marburg, Marbacher Weg 23 LageFlur: 25, Flurstück: 149/16 |               | 1885     |       |
| Bild gesucht BW | Wohnhaus                                             | Marburg, Marbacher Weg 24 LageFlur: 37, Flurstück: 45/3 |               | 1882     |       |
| Bild gesucht BW | Wohnhaus                                             | Marburg, Marbacher Weg 27 LageFlur: 25, Flurstück: 142/4 |               | 1882     |       |
| Bild gesucht BW | Stützmauer                                           | Marburg, Marbacher Weg 28 LageFlur: 37, Flurstück: 317/51 |               |          |       |
| Bild gesucht BW | Stützmauer                                           | Marburg, Marbacher Weg 36/38/38a LageFlur: 37, Flurstück: 58/3, 58/2, 418/58 |               |          |       |
| Bild gesucht BW | Wohnhaus                                             | Marburg, Marbacher Weg 58 LageFlur: 37, Flurstück: 64/11, 64/16, 64/15 |               | 1890     |       |
| Bild gesucht BW | Wohnhaus                                             | Marburg, Renthof 8 LageFlur: 31, Flurstück: 9/1 |               | 1891/92  |       |
| Bild gesucht BW | Wohnhaus                                             | Marburg, Renthof 11 LageFlur: 25, Flurstück: 43/1 |               | 1893     |       |
| Bild gesucht BW | Wohnhaus                                             | Marburg, Renthof 12 LageFlur: 31, Flurstück: 5/1 |               | 1860 ca. |       |
| Bild gesucht BW | Wohnhaus                                             | Marburg, Renthof 13 LageFlur: 25, Flurstück: 288/43 |               | 1888     |       |
| Bild gesucht BW | Wohnhaus                                             | Marburg, Renthof 14 LageFlur: 31, Flurstück: 281/1 |               | 1868/69  |       |
| Bild gesucht BW | Villa, Einfriedung                                   | Marburg, Renthof 15 LageFlur: 25, Flurstück: 41/4, 42/2 |               | 1871/72  |       |
| Bild gesucht BW | Sandsteinpfosten                                     | Marburg, Renthof 17 LageFlur: 25, Flurstück: 41/4 |               | 1749     |       |
| Bild gesucht BW | Ehem. Chemische Waschanstalt                         | Marburg, Renthof 18 LageFlur: 31, Flurstück: 331/4 |               | 1910/11  |       |
| Bild gesucht BW | Wohnhaus                                             | Marburg, Renthof 22 LageFlur: 31, Flurstück: 297/15 |               | 20. Jh.  |       |
| Bild gesucht BW | Wohnhaus                                             | Marburg, Renthof 25 LageFlur: 32, Flurstück: 82/3 |               | 1888     |       |
| Bild gesucht BW | Neuapostolische Kirche                               | Marburg, Renthof 29 LageFlur: 32, Flurstück: 84/1 |               | 1870     |       |
| Bild gesucht BW | Wohnhaus                                             | Marburg, Renthof 35 LageFlur: 32, Flurstück: 86/1 |               | 1885     |       |
| Bild gesucht BW | Doppelwohnhaus                                       | Marburg, Renthof 41/43 LageFlur: 32, Flurstück: 273/88, 346/88 |               | 1893     |       |
| Bild gesucht BW | Institut für Geschichte der Pharmazie                | Marburg, Roter Graben 10 LageFlur: 32, Flurstück: 88/7 |               | 1887     |       |
| Bild gesucht BW | Wohnhaus                                             | Marburg, Sauersgäßchen 2 LageFlur: 32, Flurstück: 88/17 |               | 1895     |       |
| Bild gesucht BW | Wohnhaus                                             | Marburg, Sauersgäßchen 10 LageFlur: 32, Flurstück: 78/10 |               | 1929/30  |       |
| weitere Bilder  | Villa                                                | Marburg, Wilhelm-Roser-Straße 2 LageFlur: 37, Flurstück: 29/3 | Behring Villa | 1883     |       |
| Bild gesucht BW | Wilhelm-Roser-Denkmal                                | Marburg, Wilhelm-Roser-Straße/Marbacher Weg LageFlur: 37, Flurstück: 150/8 |               | 1912     |       |